# Наве-де-Авер
Наве-де-Авер (порт. Nave de Haver)  —  район (фрегезия) в Португалии,  входит в округ Гуарда. Является составной частью муниципалитета  Алмейда. По старому административному делению входил в провинцию Бейра-Алта. Входит в экономико-статистический  субрегион Бейра-Интериор-Норте, который входит в Центральный регион. Население составляет 504 человека на 2001 год. Занимает площадь 41,14 км².